# Postleitzahl (Litauen)

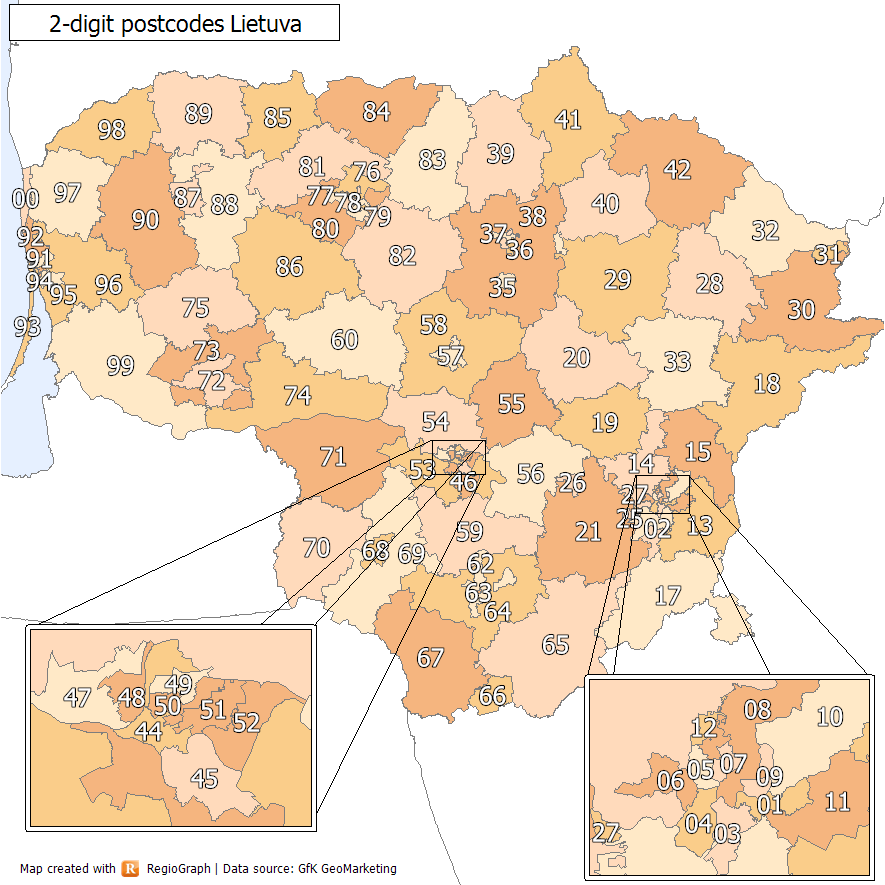
Postleitregionen in Litauen

In Litauen werden fünfstellige Postleitzahlen verwendet. Wie in Deutschland wird zwischen Zustell-, Postfach- und Großkunden-Postleitzahlen unterschieden, außerdem gibt es Postleitzahlen für die 
Postfilialen.
Die Zustell-Postleitzahlen decken jedoch deutlich kleinere räumliche Einheiten ab als in Deutschland: Im ländlichen Raum gibt es eine Postleitzahl für ein oder wenige Dörfer oder Siedlungen, auch innerhalb einer politischen Gemeinde unterteilt. In den Städten und großen Dörfern deckt eine Postleitzahl eine oder wenige Straßen ab. Typischerweise bezeichnen die ersten 2 Stellen einen Bezirk (rajonas), z. B. 83 für Pakruojis. Die niedrigsten Nummern sind für die Postfilialen, die Zustellpostleitzahlen beginnen bei 101. Große Bezirke erhalten mehrere Anfangsziffern (z. B. 21 und 25 für Trakai).

## Früheres System
Vor der Unabhängigkeit wurden die sechsstelligen sowjetischen Postleitzahlen benutzt. Danach blieb zunächst die Struktur unverändert bestehen, es wurden lediglich die ersten zwei Stellen, die in ganz Litauen einheitlich waren, fortgelassen. Die Postleitzahlen waren somit vierstellig.